# Cat Stevens/Diskografie
Diese Diskografie ist eine Übersicht über die musikalischen Werke des britischen Singer-Songwriters Cat Stevens, einschließlich der Veröffentlichungen als Yusuf oder Yusuf Islam. Den Quellenangaben zufolge hat er bisher mehr als 100 Millionen Tonträger verkauft, davon alleine in seiner Heimat über 8,2 Millionen. Seine erfolgreichste Veröffentlichung ist die Kompilation Greatest Hits mit über 5,2 Millionen verkauften Einheiten.

## Alben

### Studioalben

#### Popmusik
| Jahr | Titel Musiklabel                                                            | Höchstplatzierung, Gesamtwochen/‑monate, AuszeichnungChartplatzierungen (Jahr, Titel, Musiklabel, Platzierungen, Wochen/Monate, Auszeichnungen, Anmerkungen) | Höchstplatzierung, Gesamtwochen/‑monate, AuszeichnungChartplatzierungen (Jahr, Titel, Musiklabel, Platzierungen, Wochen/Monate, Auszeichnungen, Anmerkungen) | Höchstplatzierung, Gesamtwochen/‑monate, AuszeichnungChartplatzierungen (Jahr, Titel, Musiklabel, Platzierungen, Wochen/Monate, Auszeichnungen, Anmerkungen) | Höchstplatzierung, Gesamtwochen/‑monate, AuszeichnungChartplatzierungen (Jahr, Titel, Musiklabel, Platzierungen, Wochen/Monate, Auszeichnungen, Anmerkungen) | Höchstplatzierung, Gesamtwochen/‑monate, AuszeichnungChartplatzierungen (Jahr, Titel, Musiklabel, Platzierungen, Wochen/Monate, Auszeichnungen, Anmerkungen) | Anmerkungen |
| Jahr | Titel Musiklabel                                                            | DE | AT | CH | UK | US | Anmerkungen |
| ---- | --------------------------------------------------------------------------- | --- | --- | --- | --- | --- | --- |
| 1967 | Matthew & Son Deram Records                                                 | — | — | — | UK7 (16 Wo.)UK | US173 (12 Wo.)US | Erstveröffentlichung: 10. März 1967 als Cat Stevens                                                                                |
| 1967 | New Masters Deram Records                                                   | — | — | — | — | — | Erstveröffentlichung: Dezember 1967 als Cat Stevens                                                                                |
| 1970 | Mona Bone Jakon Island Records                                              | DE— PlatinDE | — | — | UK63 (4 Wo.)UK | US164 Gold · (16 Wo.)US | Erstveröffentlichung: 24. April 1970 als Cat Stevens; Verkäufe: + 1.100.000                                                        |
| 1970 | Tea for the Tillerman Island Records — Tea for the Tillerman² Decca Records | DE22 Platin · (4 Wo.)DE | AT13 Gold · (2 Wo.)AT | CH45 (3 Wo.)CH | UK20 Gold · (31 Wo.) · — · 4 · (2 Wo.)UK | US8 ×3Dreifachplatin · (79 Wo.) · — · 85 · (1 Wo.)US | Erstveröffentlichung: 23. November 1970 als Cat Stevens Neuauflage: 18. September 2020 als Cat Stevens/Yusuf Verkäufe: + 3.835.000 |
| 1971 | Teaser and the Firecat Island Records                                       | DE23 Platin · (49 Wo.)DE | — | CH67 a Gold · (1 Wo.)CH | UK2 Gold · (93 Wo.)UK | US2 ×3Dreifachplatin · (67 Wo.)US | Erstveröffentlichung: 1. Oktober 1971 als Cat Stevens; Verkäufe: + 4.690.000                                                       |
| 1972 | Catch Bull at Four Island Records                                           | DE17 (8 Mt.)DE | — | — | UK2 (27 Wo.)UK | US1 Platin · (48 Wo.)US | Erstveröffentlichung: 27. September 1972 als Cat Stevens; Verkäufe: + 2.000.000                                                    |
| 1973 | Foreigner Island Records                                                    | DE18 (4 Mt.)DE | — | — | UK3 Gold · (10 Wo.)UK | US3 Gold · (43 Wo.)US | Erstveröffentlichung: 25. Juli 1973 als Cat Stevens; Verkäufe: + 600.000                                                           |
| 1974 | Buddha and the Chocolate Box Island Records                                 | DE34 (3 Mt.)DE | AT3 (3 Mt.)AT | — | UK3 Gold · (15 Wo.)UK | US2 Platin · (36 Wo.)US | Erstveröffentlichung: 21. März 1974 als Cat Stevens; Verkäufe: + 1.100.000                                                         |
| 1975 | Numbers (A Pythagorean Theory Tale) Island Records                          | DE20 (10 Mt.)DE | — | — | — | US13 Gold · (19 Wo.)US | Erstveröffentlichung: November 1975 als Cat Stevens; Verkäufe: + 550.000                                                           |
| 1977 | Izitso Island Records                                                       | DE7 (5½ Mt.)DE | AT12 (3 Mt.)AT | — | UK18 Silber · (15 Wo.)UK | US7 Gold · (23 Wo.)US | Erstveröffentlichung: 28. Mai 1977 als Cat Stevens; Verkäufe: + 610.000                                                            |
| 1978 | Back to Earth Island Records                                                | DE32 (14 Wo.)DE | — | — | — | US33 (15 Wo.)US | Erstveröffentlichung: 3. Dezember 1978 als Cat Stevens                                                                             |
| 2006 | An Other Cup Polydor Records/Ya Records                                     | DE2 ×3Dreifachgold · (29 Wo.)DE | AT2 (16 Wo.)AT | CH14 (12 Wo.)CH | UK20 Gold · (8 Wo.)UK | US52 (11 Wo.)US | Erstveröffentlichung: 10. November 2006 als Yusuf; Verkäufe: + 400.000                                                             |
| 2009 | Roadsinger Island Records                                                   | DE9 (9 Wo.)DE | AT10 (6 Wo.)AT | CH43 (5 Wo.)CH | UK10 Silber · (7 Wo.)UK | US41 (9 Wo.)US | Erstveröffentlichung: 1. Mai 2009 als Yusuf; Verkäufe: + 60.000                                                                    |
| 2014 | Tell ’em I’m Gone Legacy Recordings                                         | DE26 (5 Wo.)DE | AT15 (5 Wo.)AT | CH39 (3 Wo.)CH | UK22 (2 Wo.)UK | US24 (2 Wo.)US | Erstveröffentlichung: 24. Oktober 2014 als Yusuf                                                                                   |
| 2017 | The Laughing Apple Decca Records                                            | DE4 (8 Wo.)DE | AT26 (2 Wo.)AT | CH33 (2 Wo.)CH | UK23 (1 Wo.)UK | US20 (2 Wo.)US | Erstveröffentlichung: 15. September 2017 als Cat Stevens/Yusuf                                                                     |
| 2023 | King of a Land BMG Rights Management                                        | DE10 (3 Wo.)DE | AT32 (1 Wo.)AT | CH32 (2 Wo.)CH | UK49 (2 Wo.)UK | — | Erstveröffentlichung: 16. Juni 2023 als Cat Stevens/Yusuf                                                                          |

grau schraffiert: keine Chartdaten aus diesem Jahr verfügbar

#### Islamische Musik
| Jahr | Titel Musiklabel                               | Anmerkungen                                          |
| ---- | ---------------------------------------------- | ---------------------------------------------------- |
| 1994 | The Life of the Last Prophet Mountain of Light | Erstveröffentlichung: Dezember 1994 als Yusuf Islam  |
| 1997 | I Have No Cannons That Roar Mountain of Light  | Erstveröffentlichung: Dezember 1997 als Yusuf Islam  |
| 1998 | Prayers of the Last Prophet Mountain of Light  | Erstveröffentlichung: November 1998 als Yusuf Islam  |
| 2000 | A Is for Allah Mountain of Light               | Erstveröffentlichung: März 2000 als Yusuf Islam      |
| 2001 | Bismillah Jamal Records                        | Erstveröffentlichung: September 2001 als Yusuf Islam |
| 2002 | In Praise of the Last Prophet Jamal Records    | Erstveröffentlichung: Mai 2002 als Yusuf Islam       |
| 2002 | I Look, I See Jamal Records                    | Erstveröffentlichung: November 2002 als Yusuf Islam  |
| 2008 | I Look, I See 2 Jamal Records                  | Erstveröffentlichung: März 2008 als Yusuf Islam      |

### Livealben
| Jahr | Titel Musiklabel                                                   | Höchstplatzierung, Gesamtwochen, AuszeichnungChartplatzierungen (Jahr, Titel, Musiklabel, Platzierungen, Wochen, Auszeichnungen, Anmerkungen) | Höchstplatzierung, Gesamtwochen, AuszeichnungChartplatzierungen (Jahr, Titel, Musiklabel, Platzierungen, Wochen, Auszeichnungen, Anmerkungen) | Höchstplatzierung, Gesamtwochen, AuszeichnungChartplatzierungen (Jahr, Titel, Musiklabel, Platzierungen, Wochen, Auszeichnungen, Anmerkungen) | Höchstplatzierung, Gesamtwochen, AuszeichnungChartplatzierungen (Jahr, Titel, Musiklabel, Platzierungen, Wochen, Auszeichnungen, Anmerkungen) | Höchstplatzierung, Gesamtwochen, AuszeichnungChartplatzierungen (Jahr, Titel, Musiklabel, Platzierungen, Wochen, Auszeichnungen, Anmerkungen) | Anmerkungen                                         |
| Jahr | Titel Musiklabel                                                   | DE | AT | CH | UK | US | Anmerkungen                                         |
| ---- | ------------------------------------------------------------------ | --- | --- | --- | --- | --- | --------------------------------------------------- |
| 1974 | Saturnight A&M Records                                             | — | — | — | — | — | Erstveröffentlichung: 1974 als Cat Stevens          |
| 2004 | Night of Remembrance – Live at the Royal Albert Hall Jamal Records | — | — | — | — | — | Erstveröffentlichung: November 2004 als Yusuf Islam |
| 2005 | Majikat – Earth Tour 1976 Eagle Records                            | DE48 (5 Wo.)DE | — | — | — | — | Erstveröffentlichung: 29. März 2005 als Cat Stevens |

grau schraffiert: keine Chartdaten aus diesem Jahr verfügbar

### Kompilationen
| Jahr | Titel Musiklabel                                                     | Höchstplatzierung, Gesamtwochen/‑monate, AuszeichnungChartplatzierungen (Jahr, Titel, Musiklabel, Platzierungen, Wochen/Monate, Auszeichnungen, Anmerkungen) | Höchstplatzierung, Gesamtwochen/‑monate, AuszeichnungChartplatzierungen (Jahr, Titel, Musiklabel, Platzierungen, Wochen/Monate, Auszeichnungen, Anmerkungen) | Höchstplatzierung, Gesamtwochen/‑monate, AuszeichnungChartplatzierungen (Jahr, Titel, Musiklabel, Platzierungen, Wochen/Monate, Auszeichnungen, Anmerkungen) | Höchstplatzierung, Gesamtwochen/‑monate, AuszeichnungChartplatzierungen (Jahr, Titel, Musiklabel, Platzierungen, Wochen/Monate, Auszeichnungen, Anmerkungen) | Höchstplatzierung, Gesamtwochen/‑monate, AuszeichnungChartplatzierungen (Jahr, Titel, Musiklabel, Platzierungen, Wochen/Monate, Auszeichnungen, Anmerkungen) | Anmerkungen                                                                   |
| Jahr | Titel Musiklabel                                                     | DE | AT | CH | UK | US | Anmerkungen                                                                   |
| ---- | -------------------------------------------------------------------- | --- | --- | --- | --- | --- | ----------------------------------------------------------------------------- |
| 1967 | Matthew & Son / New Masters Deram Records                            | — | — | — | — | — | Erstveröffentlichung: 1967 als Cat Stevens                                    |
| 1970 | The World of Cat Stevens Decca Records                               | — | — | — | — | — | Erstveröffentlichung: 1970 als Cat Stevens                                    |
| 1971 | Cat Stevens Decca Records                                            | — | — | — | UK— SilberUK | — | Erstveröffentlichung: 1971 als Cat Stevens; Verkäufe: + 60.000                |
| 1972 | Very Young and Early Songs Deram Records                             | — | — | — | — | US94 (10 Wo.)US | Erstveröffentlichung: 1972 als Cat Stevens                                    |
| 1973 | The Best of Cat Stevens Decca Records                                | — | — | — | — | — | Erstveröffentlichung: 1973 als Cat Stevens                                    |
| 1974 | The View from the Top Deram Records                                  | — | — | — | — | — | Erstveröffentlichung: 1974 als Cat Stevens                                    |
| 1975 | Greatest Hits Island Records                                         | DE6 ×2Doppelplatin · (100 Wo.)DE | AT— GoldAT | — | UK2 Gold · (24 Wo.)UK | US6 ×4Vierfachplatin · (47 Wo.)US | Erstveröffentlichung: 20. Juni 1975 als Cat Stevens; Verkäufe: + 5.254.500    |
| 1976 | 20 Superhits Decca Records                                           | — | — | — | — | — | Erstveröffentlichung: 1976 als Cat Stevens                                    |
| 1977 | Cat’s Cradle London Records                                          | — | — | — | — | — | Erstveröffentlichung: 1977 als Cat Stevens                                    |
| 1981 | Morning Has Broken Island Records                                    | DE5 (14 Wo.)DE | AT12 (2 Mt.)AT | — | — | — | Erstveröffentlichung: 1981 als Cat Stevens                                    |
| 1984 | Footsteps in the Dark: Greatest Hits Vol. 2 A&M Records              | — | — | — | — | US165 Gold · (8 Wo.)US | Erstveröffentlichung: 1984 als Cat Stevens; Verkäufe: + 510.000               |
| 1987 | Classics, Volume 24 A&M Records                                      | — | — | — | — | US— GoldUS | Erstveröffentlichung: 6. Juli 1987 als Cat Stevens; Verkäufe: + 500.000       |
| 1990 | The Very Best of Cat Stevens Island Records                          | DE8 Gold · (29 Wo.)DE | AT22 Gold · (7 Wo.)AT | — | UK4 ×3Dreifachplatin · (61 Wo.)UK | — | Erstveröffentlichung: 1990 als Cat Stevens; Verkäufe: + 1.950.000             |
| 1993 | The Early Tapes Spectrum                                             | — | — | — | — | — | Erstveröffentlichung: 1993 als Cat Stevens                                    |
| 1996 | Cupres – Very Best of Polygram TV                                    | — | — | — | UK93 (1 Wo.)UK | — | Erstveröffentlichung: 1996 als Cat Stevens                                    |
| 1999 | Remember Cat Stevens – The Ultimate Collection Island Records        | DE20 Gold · (13 Wo.)DE | AT12 Gold · (47 Wo.)AT | CH25 Gold · (13 Wo.)CH | UK31 Gold · (9 Wo.)UK | — | Erstveröffentlichung: 8. November 1999 als Cat Stevens; Verkäufe: + 1.650.000 |
| 2000 | The Very Best of Cat Stevens UTV                                     | DE89 (3 Wo.)DE | AT44 (6 Wo.)AT | CH86 (3 Wo.)CH | UK— PlatinUK | US58 Gold · (38 Wo.)US | Erstveröffentlichung: 28. März 2000 als Cat Stevens; Verkäufe: + 880.000      |
| 2005 | Gold A&M Records                                                     | DE— GoldDE | — | — | — | — | Erstveröffentlichung: 15. November 2005 als Cat Stevens; Verkäufe: + 100.000  |
| 2006 | Footsteps in the Light EMI Music                                     | — | — | — | — | — | Erstveröffentlichung: 18. Dezember 2006 als Yusuf Islam                       |
| 2010 | Opus Collection: A Journey Starbucks Entertainment / Universal Music | — | — | — | — | US38 (4 Wo.)US | Erstveröffentlichung: August 2010 als Cat Stevens                             |
| 2011 | Icon A&M Records                                                     | — | — | — | — | — | Erstveröffentlichung: 29. April 2011 als Cat Stevens                          |

grau schraffiert: keine Chartdaten aus diesem Jahr verfügbar

### Soundtracks
| Jahr | Titel Musiklabel             | Höchstplatzierung, Gesamtwochen, AuszeichnungChartplatzierungen (Jahr, Titel, Musiklabel, Platzierungen, Wochen, Auszeichnungen, Anmerkungen) | Höchstplatzierung, Gesamtwochen, AuszeichnungChartplatzierungen (Jahr, Titel, Musiklabel, Platzierungen, Wochen, Auszeichnungen, Anmerkungen) | Höchstplatzierung, Gesamtwochen, AuszeichnungChartplatzierungen (Jahr, Titel, Musiklabel, Platzierungen, Wochen, Auszeichnungen, Anmerkungen) | Höchstplatzierung, Gesamtwochen, AuszeichnungChartplatzierungen (Jahr, Titel, Musiklabel, Platzierungen, Wochen, Auszeichnungen, Anmerkungen) | Höchstplatzierung, Gesamtwochen, AuszeichnungChartplatzierungen (Jahr, Titel, Musiklabel, Platzierungen, Wochen, Auszeichnungen, Anmerkungen) | Anmerkungen                                             |
| Jahr | Titel Musiklabel             | DE | AT | CH | UK | US | Anmerkungen                                             |
| ---- | ---------------------------- | --- | --- | --- | --- | --- | ------------------------------------------------------- |
| 2007 | Harold und Maude Vinyl Films | — | — | — | — | US173 (… Wo.)US | Erstveröffentlichung: 14. Dezember 2007 als Cat Stevens |

## Singles

### Als Leadmusiker
| Jahr | Titel Album                                               | Höchstplatzierung, Gesamtwochen/‑monate, AuszeichnungChartplatzierungen (Jahr, Titel, Album, Platzierungen, Wochen/Monate, Auszeichnungen, Anmerkungen) | Höchstplatzierung, Gesamtwochen/‑monate, AuszeichnungChartplatzierungen (Jahr, Titel, Album, Platzierungen, Wochen/Monate, Auszeichnungen, Anmerkungen) | Höchstplatzierung, Gesamtwochen/‑monate, AuszeichnungChartplatzierungen (Jahr, Titel, Album, Platzierungen, Wochen/Monate, Auszeichnungen, Anmerkungen) | Höchstplatzierung, Gesamtwochen/‑monate, AuszeichnungChartplatzierungen (Jahr, Titel, Album, Platzierungen, Wochen/Monate, Auszeichnungen, Anmerkungen) | Höchstplatzierung, Gesamtwochen/‑monate, AuszeichnungChartplatzierungen (Jahr, Titel, Album, Platzierungen, Wochen/Monate, Auszeichnungen, Anmerkungen) | Anmerkungen                                                                              |
| Jahr | Titel Album                                               | DE | AT | CH | UK | US | Anmerkungen                                                                              |
| ---- | --------------------------------------------------------- | --- | --- | --- | --- | --- | ---------------------------------------------------------------------------------------- |
| 1966 | I Love My Dog Matthew & Son                               | — | — | — | UK28 (7 Wo.)UK | — | Erstveröffentlichung: 30. September 1966 als Cat Stevens                                 |
| 1966 | Matthew & Son                                             | DE25 (1 Mt.)DE | — | — | UK2 (10 Wo.)UK | — | Erstveröffentlichung: 30. Dezember 1966 als Cat Stevens                                  |
| 1967 | I’m Gonna Get Me a Gun Matthew & Son                      | — | — | — | UK6 (10 Wo.)UK | — | Erstveröffentlichung: 24. März 1967 als Cat Stevens                                      |
| 1967 | A Bad Night The World of Cat Stevens                      | — | — | — | UK20 (8 Wo.)UK | — | Erstveröffentlichung: 28. Juli 1967 als Cat Stevens                                      |
| 1967 | Kitty New Masters                                         | — | — | — | UK47 (1 Wo.)UK | — | Erstveröffentlichung: 1. Dezember 1967 als Cat Stevens                                   |
| 1967 | School Is Out Matthew & Son                               | — | — | — | — | — | Erstveröffentlichung: 1967 als Cat Stevens                                               |
| 1968 | Lovely City (When Do You Laugh?) The World of Cat Stevens | — | — | — | — | — | Erstveröffentlichung: 23. Februar 1968 als Cat Stevens                                   |
| 1968 | Here Comes My Wife The World of Cat Stevens               | — | — | — | — | — | Erstveröffentlichung: 18. Oktober 1968 als Cat Stevens                                   |
| 1969 | Where Are You The World of Cat Stevens                    | — | — | — | — | — | Erstveröffentlichung: 13. Juni 1969 als Cat Stevens                                      |
| 1970 | Lady D’Arbanville Mona Bone Jakon                         | DE23 (1½ Mt.)DE | — | — | UK8 (13 Wo.)UK | — | Erstveröffentlichung: 12. Juni 1970 als Cat Stevens; Verkäufe: + 1.000.000               |
| 1970 | Father and Son Tea for the Tillerman                      | DE— GoldDE | — | — | UK— SilberUK | — | Erstveröffentlichung: 30. Oktober 1970 als Cat Stevens; Verkäufe: + 650.000              |
| 1970 | Sad Lisa Tea for the Tillerman                            | — | — | — | — | — | Erstveröffentlichung: 1970 als Cat Stevens                                               |
| 1971 | Wild World Tea for the Tillerman                          | — | — | — | UK52 Platin · (1 Wo.)UK | US11 (13 Wo.)US | Erstveröffentlichung: Januar 1971 als Cat Stevens; Verkäufe: + 850.000                   |
| 1971 | Tuesday’s Dead Teaser and the Firecat                     | — | — | — | — | — | Erstveröffentlichung: 30. April 1971 als Cat Stevens                                     |
| 1971 | Moonshadow Teaser and the Firecat                         | — | — | — | UK22 (11 Wo.)UK | US30 (11 Wo.)US | Erstveröffentlichung: 1. Juni 1971 als Cat Stevens                                       |
| 1971 | Rubylove Teaser and the Firecat                           | — | — | — | — | — | Erstveröffentlichung: August 1971 als Cat Stevens                                        |
| 1971 | Peace Train Teaser and the Firecat                        | — | — | — | — | US7 (12 Wo.)US | Erstveröffentlichung: 20. September 1971 als Cat Stevens; Verkäufe: + 30.000             |
| 1971 | Bitterblue Teaser and the Firecat                         | — | — | — | — | — | Erstveröffentlichung: September 1971 als Cat Stevens                                     |
| 1971 | Morning Has Broken Teaser and the Firecat                 | DE37 (3 Wo.)DE | — | — | UK9 Silber · (13 Wo.)UK | US6 (14 Wo.)US | Erstveröffentlichung: Dezember 1971 als Cat Stevens; Verkäufe: + 245.000                 |
| 1972 | The First Cut Is the Deepest New Masters                  | — | — | — | UK13 (12 Wo.)UK | — | Erstveröffentlichung: 18. Mai 1972 als Cat Stevens                                       |
| 1972 | Sitting Catch Bull at Four                                | — | — | — | — | US16 (11 Wo.)US | Erstveröffentlichung: Oktober 1972 als Cat Stevens                                       |
| 1972 | Can’t Keep It In Catch Bull at Four                       | DE36 (4 Wo.)DE | — | — | — | — | Erstveröffentlichung: 17. November 1972 als Cat Stevens; Verkäufe: + 1.000.000           |
| 1973 | The Hurt Foreigner                                        | — | — | — | — | US31 (10 Wo.)US | Erstveröffentlichung: März 1973 als Cat Stevens                                          |
| 1974 | Oh Very Young Buddha and the Chocolate Box                | DE47 (1 Wo.)DE | — | — | — | US10 (14 Wo.)US | Erstveröffentlichung: Februar 1974 als Cat Stevens                                       |
| 1974 | Another Saturday Night Greatest Hits                      | DE37 (1 Wo.)DE | — | — | UK19 (8 Wo.)UK | US6 (14 Wo.)US | Erstveröffentlichung: 12. Juli 1974 als Cat Stevens                                      |
| 1974 | Ready Buddha and the Chocolate Box                        | — | — | — | — | US26 (10 Wo.)US | Erstveröffentlichung: November 1974 als Cat Stevens                                      |
| 1975 | Two Fine People Greatest Hits                             | — | — | — | — | US33 (9 Wo.)US | Erstveröffentlichung: Mai 1975 als Cat Stevens                                           |
| 1976 | Banapple Gas Numbers (A Pythagorean Theory Tale)          | DE37 (5 Wo.)DE | AT16 (1 Mt.)AT | — | — | US41 (6 Wo.)US | Erstveröffentlichung: Januar 1976 als Cat Stevens                                        |
| 1977 | (Remember the Days of the) Old Schoolyard Izitso          | — | — | — | UK44 (3 Wo.)UK | US33 (10 Wo.)US | Erstveröffentlichung: 3. Juni 1977 als Cat Stevens; Original: Linda Lewis                |
| 1977 | (I Never Wanted) To Be a Star Izitso                      | — | — | — | — | — | Erstveröffentlichung: Juni 1977 als Cat Stevens                                          |
| 1977 | Was Dog a Doughnut? Izitso                                | — | — | — | — | US70 (9 Wo.)US | Erstveröffentlichung: August 1977 als Cat Stevens                                        |
| 1978 | Child for a Day Izitso                                    | — | — | — | — | — | Erstveröffentlichung: Januar 1978 als Cat Stevens                                        |
| 1978 | Bad Brakes Back to Earth                                  | — | — | — | — | US83 (4 Wo.)US | Erstveröffentlichung: Dezember 1978 als Cat Stevens                                      |
| 1979 | Last Love Song Back to Earth                              | — | — | — | — | — | Erstveröffentlichung: 9. Februar 1979 als Cat Stevens                                    |
| 1979 | New York Times Back to Earth                              | — | — | — | — | — | Erstveröffentlichung: Februar 1979 als Cat Stevens                                       |
| 1979 | Randy Back to Earth                                       | — | — | — | — | — | Erstveröffentlichung: März 1979 als Cat Stevens                                          |
| 2005 | Indian Ocean Gold                                         | — | — | — | — | — | Erstveröffentlichung: 21. März 2005 als Yusuf Islam                                      |
| 2006 | Heaven / Where True Love Goes An Other Cup                | — | — | — | — | — | Erstveröffentlichung: 30. Oktober 2006 als Yusuf                                         |
| 2009 | Roadsinger                                                | — | — | — | — | — | Erstveröffentlichung: 2009 als Yusuf                                                     |
| 2009 | Welcome Home Roadsinger                                   | — | — | — | — | — | Erstveröffentlichung: 2009 als Yusuf                                                     |
| 2011 | My People –                                               | — | — | — | — | — | Erstveröffentlichung: 4. März 2011 als Yusuf                                             |
| 2014 | Dying to Live Tell ’em I’m Gone                           | — | — | — | — | — | Erstveröffentlichung: 29. September 2014 als Yusuf; Original: Edgar Winter’s White Trash |
| 2015 | I Was Raised in Babylon Tell ’em I’m Gone                 | — | — | — | — | — | Erstveröffentlichung: 2015 als Yusuf Islam                                               |
| 2017 | See What Love Did to Me The Laughing Apple                | — | — | — | — | — | Erstveröffentlichung: 21. Juli 2017 als Yusuf                                            |
| 2019 | Toy Heart –                                               | — | — | — | — | — | Erstveröffentlichung: 1. November 2019 als Cat Stevens                                   |
| 2020 | Butterfly –                                               | — | — | — | — | — | Erstveröffentlichung: 30. Januar 2020 als Cat Stevens                                    |
| 2020 | I Want Some Sun (Demo) –                                  | — | — | — | — | — | Erstveröffentlichung: 22. Oktober 2020 als Yusuf/Cat Stevens                             |
| 2023 | Here Comes the Sun –                                      | — | — | — | — | — | Erstveröffentlichung: 22. Februar 2023 als Yusuf/Cat Stevens; Original: The Beatles      |
| 2023 | Take the World Apart King of a Land                       | — | — | — | — | — | Erstveröffentlichung: 15. März 2023 als Yusuf/Cat Stevens                                |
| 2023 | King of a Land                                            | — | — | — | — | — | Erstveröffentlichung: 26. April 2023 als Yusuf/Cat Stevens                               |
| 2023 | All Nights, All Days King of a Land                       | — | — | — | — | — | Erstveröffentlichung: 17. Mai 2023 als Yusuf/Cat Stevens                                 |

grau schraffiert: keine Chartdaten aus diesem Jahr verfügbar

### Als Gastmusiker
| Jahr | Titel Album                     | Höchstplatzierung, Gesamtwochen, AuszeichnungChartplatzierungen (Jahr, Titel, Album, Platzierungen, Wochen, Auszeichnungen, Anmerkungen) | Höchstplatzierung, Gesamtwochen, AuszeichnungChartplatzierungen (Jahr, Titel, Album, Platzierungen, Wochen, Auszeichnungen, Anmerkungen) | Höchstplatzierung, Gesamtwochen, AuszeichnungChartplatzierungen (Jahr, Titel, Album, Platzierungen, Wochen, Auszeichnungen, Anmerkungen) | Höchstplatzierung, Gesamtwochen, AuszeichnungChartplatzierungen (Jahr, Titel, Album, Platzierungen, Wochen, Auszeichnungen, Anmerkungen) | Höchstplatzierung, Gesamtwochen, AuszeichnungChartplatzierungen (Jahr, Titel, Album, Platzierungen, Wochen, Auszeichnungen, Anmerkungen) | Anmerkungen                                                                            |
| Jahr | Titel Album                     | DE | AT | CH | UK | US | Anmerkungen                                                                            |
| ---- | ------------------------------- | --- | --- | --- | --- | --- | -------------------------------------------------------------------------------------- |
| 2004 | Father and Son 10 Years of Hits | DE27 (15 Wo.)DE | AT41 (9 Wo.)AT | CH41 (11 Wo.)CH | UK2 Gold · (13 Wo.)UK | — | Erstveröffentlichung: 13. Dezember 2004 Ronan Keating feat. Yusuf; Verkäufe: + 400.000 |

## Videoalben
| Jahr | Titel Musiklabel                                   | Höchstplatzierung, Gesamtwochen, AuszeichnungChartplatzierungen (Jahr, Titel, Musiklabel, Platzierungen, Wochen, Auszeichnungen, Anmerkungen) | Höchstplatzierung, Gesamtwochen, AuszeichnungChartplatzierungen (Jahr, Titel, Musiklabel, Platzierungen, Wochen, Auszeichnungen, Anmerkungen) | Höchstplatzierung, Gesamtwochen, AuszeichnungChartplatzierungen (Jahr, Titel, Musiklabel, Platzierungen, Wochen, Auszeichnungen, Anmerkungen) | Höchstplatzierung, Gesamtwochen, AuszeichnungChartplatzierungen (Jahr, Titel, Musiklabel, Platzierungen, Wochen, Auszeichnungen, Anmerkungen) | Höchstplatzierung, Gesamtwochen, AuszeichnungChartplatzierungen (Jahr, Titel, Musiklabel, Platzierungen, Wochen, Auszeichnungen, Anmerkungen) | Anmerkungen                                                             |
| Jahr | Titel Musiklabel                                   | DE | AT | CH | UK | US | Anmerkungen                                                             |
| ---- | -------------------------------------------------- | --- | --- | --- | --- | --- | ----------------------------------------------------------------------- |
| 2004 | Majikat – Earth Tour 1976 Eagle Records            | — | AT3 (7 Wo.)AT | — | UK6 (13 Wo.)UK | US— PlatinUS | Erstveröffentlichung: 17. Mai 2004 als Cat Stevens; Verkäufe: + 178.000 |
| 2007 | Yusuf’s Café Session Polydor                       | — | — | — | UK18 (2 Wo.)UK | — | Erstveröffentlichung: 22. Juni 2007 als Yusuf                           |
| 2010 | Yusuf (Cat Stevens) Live in Australia 2010 Polydor | — | — | — | — | — | Erstveröffentlichung: 2010 als Yusuf/Cat Stevens; Verkäufe: + 15.000    |

## Autorenbeteiligungen
Cat Stevens schreibt die meisten seiner Lieder selbst. Die folgende Tabelle beinhaltet Autorenbeteiligungen, die die Charts in Deutschland, Österreich, der Schweiz, dem Vereinigten Königreich oder den Vereinigten Staaten erreichten und Stevens nicht als Interpret beteiligt ist.

| Jahr | Titel Interpretation                     | Höchstplatzierung, Gesamtwochen/‑monate, AuszeichnungChartplatzierungen (Jahr, Titel, Interpretation, Platzierungen, Wochen/Monate, Auszeichnungen, Anmerkungen) | Höchstplatzierung, Gesamtwochen/‑monate, AuszeichnungChartplatzierungen (Jahr, Titel, Interpretation, Platzierungen, Wochen/Monate, Auszeichnungen, Anmerkungen) | Höchstplatzierung, Gesamtwochen/‑monate, AuszeichnungChartplatzierungen (Jahr, Titel, Interpretation, Platzierungen, Wochen/Monate, Auszeichnungen, Anmerkungen) | Höchstplatzierung, Gesamtwochen/‑monate, AuszeichnungChartplatzierungen (Jahr, Titel, Interpretation, Platzierungen, Wochen/Monate, Auszeichnungen, Anmerkungen) | Höchstplatzierung, Gesamtwochen/‑monate, AuszeichnungChartplatzierungen (Jahr, Titel, Interpretation, Platzierungen, Wochen/Monate, Auszeichnungen, Anmerkungen) | Anmerkungen                                                 |
| Jahr | Titel Interpretation                     | DE | AT | CH | UK | US | Anmerkungen                                                 |
| ---- | ---------------------------------------- | --- | --- | --- | --- | --- | ----------------------------------------------------------- |
| 1967 | Here Comes My Baby The Tremeloes         | DE14 (3 Mt.)DE | — | — | UK4 (11 Wo.)UK | US13 (12 Wo.)US | Erstveröffentlichung: 13. Januar 1967                       |
| 1970 | Wild World Jimmy Cliff                   | — | AT20 (1 Mt.)AT | CH2 (11 Wo.)CH | UK8 (12 Wo.)UK | — | Erstveröffentlichung: 7. August 1970                        |
| 1977 | The First Cut Is The Deepest Rod Stewart | — | — | — | UK1 Silber · (13 Wo.)UK | US21 (12 Wo.)US | Erstveröffentlichung: 15. April 1977 Verkäufe: + 250.000    |
| 1988 | Wild World Maxi Priest                   | — | — | — | UK5 (9 Wo.)UK | US25 (18 Wo.)US | Erstveröffentlichung: Mai 1988                              |
| 1993 | Wild World Mr. Big                       | DE24 (23 Wo.)DE | AT7 (13 Wo.)AT | CH7 (17 Wo.)CH | UK59 (1 Wo.)UK | US27 (20 Wo.)US | Erstveröffentlichung: 1. November 1993                      |
| 1995 | The First Cut Is The Deepest Papa Dee    | — | AT20 (10 Wo.)AT | — | — | — | Erstveröffentlichung: 1995                                  |
| 1995 | Father and Son Boyzone                   | DE15 (21 Wo.)DE | AT18 (11 Wo.)AT | — | UK2 Platin · (16 Wo.)UK | — | Erstveröffentlichung: 13. November 1995 Verkäufe: + 635.000 |
| 2003 | Fight Test The Flaming Lips              | — | — | — | UK28 (2 Wo.)UK | — | Erstveröffentlichung: 22. April 2003                        |
| 2003 | The First Cut Is The Deepest Sheryl Crow | DE61 (9 Wo.)DE | AT31 (11 Wo.)AT | CH45 (7 Wo.)CH | UK37 (3 Wo.)UK | US14 Gold · (36 Wo.)US | Erstveröffentlichung: 20. Oktober 2003 Verkäufe: + 500.000  |
| 2008 | Wild World Blue Lagoon                   | DE93 (2 Wo.)DE | — | — | — | — | Erstveröffentlichung: 25. Juli 2008                         |

grau schraffiert: keine Chartdaten aus diesem Jahr verfügbar

## Boxsets
| Jahr | Titel Musiklabel                    | Anmerkungen                                          |
| ---- | ----------------------------------- | ---------------------------------------------------- |
| 2007 | Collected USM                       | Erstveröffentlichung: 2007 als Cat Stevens           |
| 2007 | Yusuf Islam Jamal Records           | Erstveröffentlichung: September 2007 als Yusuf Islam |
| 2008 | On the Road to Find Out A&M Records | Erstveröffentlichung: 16. Mai 2008 als Cat Stevens   |

## Promoveröffentlichungen
| Jahr | Titel Album | Anmerkungen                                          |
| ---- | --- | ---------------------------------------------------- |
| 1973 | Foreigner | Erstveröffentlichung: Juli 1973 als Cat Stevens      |
| 1973 | In the Beginning (Matthew & Son / I Love My Dog) Matthew & Son                                                 | Erstveröffentlichung: September 1973 als Cat Stevens |
| 1977 | Sweet Jamaica Izitso                                                                                           | Erstveröffentlichung: August 1977 als Cat Stevens    |
| 1978 | Oldies But Goldies (Matthew & Son / I’m Gonna Get Me a Gun) Matthew & Son                                      | Erstveröffentlichung: 1978 als Cat Stevens           |
| 1980 | Oldies But Goldies (Here Comes My Baby / The First Cut Is the Deepes) Matthew & Son / New Masters              | Erstveröffentlichung: 1980 als Cat Stevens           |
| 1981 | Original Double Hit (Morning Has Broken / Oh Very Young) Teaser and the Firecat / Buddha and the Chocolate Box | Erstveröffentlichung: April 1981 als Cat Stevens     |
| 1981 | Original Double Hit (Lady D’Arbanville / Can’t Keep It In) Mona Bone Jakon / Catch Bull at Four                | Erstveröffentlichung: April 1981 als Cat Stevens     |
| 1984 | If You Want to Sing Out, Sing Out Footsteps in the Dark: Greatest Hits Vol. 2                                  | Erstveröffentlichung: Oktober 1984 als Cat Stevens   |
| 2007 | Don’t Be Shy Footsteps in the Dark: Greatest Hits Vol. 2 / Harold and Maude                                    | Erstveröffentlichung: 2007 als Cat Stevens           |

## Sonderveröffentlichungen

### Alben
| Jahr | Titel Musiklabel                       | Anmerkungen                                                                   |
| ---- | -------------------------------------- | ----------------------------------------------------------------------------- |
| 2010 | x4CD: 4 Original Albums Island Records | Erstveröffentlichung: 24. September 2010 als Cat Stevens; Teil der „×4“-Serie |

| Jahr | Titel Musiklabel                   | Anmerkungen                                                                  |
| ---- | ---------------------------------- | ---------------------------------------------------------------------------- |
| 1971 | Teaser and the Firecat A&M Records | Erstveröffentlichung: September 1971 als Cat Stevens                         |
| 2021 | Revolution Island Records          | Erstveröffentlichung: 3. Juli 2021 als Yusuf / Cat Stevens; Mini-Kompilation |

| Jahr | Titel Musiklabel                                              | Anmerkungen                                                                         |
| ---- | ------------------------------------------------------------- | ----------------------------------------------------------------------------------- |
| 1973 | The Beginning Vol. 10 Deram Records                           | Erstveröffentlichung: 1973 als Cat Stevens; Teil der „The-Beginning“-Serie          |
| 1978 | Cat Stevens Amiga                                             | Erstveröffentlichung: 1978 als Cat Stevens; Veröffentlichung nur in der DDR         |
| 1979 | Profile Decca Records                                         | Erstveröffentlichung: 1979 als Cat Stevens; Teil der „Profile“-Serie                |
| 1980 | Portrait Teldec                                               | Erstveröffentlichung: 1980 als Cat Stevens; Teil der „Portrait“-Serie               |
| 1982 | Die weisse Serie Decca Records                                | Erstveröffentlichung: 1982 als Cat Stevens; Teil der „Die-weisse-Serie“-Serie       |
| 1984 | Music for the Millions Decca Records                          | Erstveröffentlichung: 1984 als Cat Stevens; Teil der „Music-for-the-Millions“-Serie |
| 1985 | 18th Avenue Platinum Records                                  | Erstveröffentlichung: 1985 als Cat Stevens                                          |
| 1997 | Moonchild’s Dream Grifon Records                              | Erstveröffentlichung: 15. Oktober 1997 als Cat Stevens                              |
| 2009 | New Masters / Mona Bone Jakon Island Records                  | Erstveröffentlichung: 5. Juni 2009 als Cat Stevens; Teil der „2-for-1“-Serie        |
| 2010 | Tea for the Tillerman + Teaser and the Firecat Island Records | Erstveröffentlichung: 7. Mai 2010 als Cat Stevens; Teil der „2-for-1“-Serie         |
| 2015 | Sad Lisa Membran Records                                      | Erstveröffentlichung: 15. Mai 2015 als Cat Stevens                                  |

### Lieder
| Jahr | Titel Album                                       | Anmerkungen                                                                                          |
| ---- | ------------------------------------------------- | --- |
| 2004 | Father and Son 10 Years of Hits                   | Erstveröffentlichung: 18. Oktober 2004 Ronan Keating feat. Yusuf                                     |
| 2005 | Where Do the Children Play Those Were the Days    | Erstveröffentlichung: 11. Oktober 2005 Dolly Parton feat. Yusuf Islam                                |
| 2009 | All Things Must Pass A Sideman’s Journey          | Erstveröffentlichung: 25. September 2009 Klaus Voormann feat. Yusuf Islam; Original: Billy Preston   |
| 2009 | The Day the World Gets ’Round A Sideman’s Journey | Erstveröffentlichung: 25. September 2009 Klaus Voormann feat. Yusuf Islam; Original: George Harrison |

| Jahr | Titel Album                                      | Anmerkungen                                                               |
| ---- | ------------------------------------------------ | ------------------------------------------------------------------------- |
| 2018 | Wild World (Live) Chris Cornell (Deluxe Edition) | Erstveröffentlichung: 16. November 2018 als Yusuf Islam mit Chris Cornell |

| Jahr | Titel Soundtrack                              | Anmerkungen                                                                                 |
| ---- | --------------------------------------------- | ------------------------------------------------------------------------------------------- |
| 1999 | Here Comes My Baby Rushmore                   | Erstveröffentlichung: 2. Februar 1999 als Cat Stevens                                       |
| 2000 | The Wind Almost Famous – Fast berühmt         | Erstveröffentlichung: 12. September 2000 · als Cat Stevens; Verkäufe: + 200.000; UK: Silber |
| 2017 | Father and Son Guardians of the Galaxy Vol. 2 | Erstveröffentlichung: 28. April 2017 als Cat Stevens / Yusuf Islam                          |

## Statistik

### Chartauswertung
|                     | DE     | AT     | CH    | UK     | US     |
| ------------------- | ------ | ------ | ----- | ------ | ------ |
| Nummer-eins-Alben   | DE—DE  | AT—AT  | CH—CH | UK—UK  | US1US  |
| Top-10-Alben        | DE8DE  | AT3AT  | CH—CH | UK9UK  | US7US  |
| Alben in den Charts | DE19DE | AT12AT | CH9CH | UK18UK | US21US |

|                       | DE    | AT    | CH    | UK     | US     |
| --------------------- | ----- | ----- | ----- | ------ | ------ |
| Nummer-eins-Singles   | DE—DE | AT—AT | CH—CH | UK—UK  | US—US  |
| Top-10-Singles        | DE—DE | AT—AT | CH—CH | UK5UK  | US4US  |
| Singles in den Charts | DE8DE | AT2AT | CH1CH | UK13UK | US14US |

|                          | DE    | AT    | CH    | UK    | US    |
| ------------------------ | ----- | ----- | ----- | ----- | ----- |
| Nummer-eins-Videoalben   | DE—DE | AT—AT | CH—CH | UK—UK | US—US |
| Top-10-Videoalben        | DE—DE | AT1AT | CH—CH | UK1UK | US—US |
| Videoalben in den Charts | DE—DE | AT1AT | CH—CH | UK2UK | US—US |

### Auszeichnungen für Musikverkäufe
| Land/RegionAuszeichnungen für Musikverkäufe (Land/Region, Auszeichnungen, Verkäufe, Quellen) | Silber     | Gold       | Platin       | Verkäufe    | Quellen                                                     |
| -------------------------------------------------------------------------------------------- | ---------- | ---------- | ------------ | ----------- | ----------------------------------------------------------- |
| Argentinien (CAPIF)                                                                          | —          | —          | Platin1      | 8.000       | capif.org.ar (Memento vom 31. Mai 2011 im Internet Archive) |
| Australien (ARIA)                                                                            | —          | Gold1      | 16× Platin16 | 935.000     | aria.com.au                                                 |
| Brasilien (PMB)                                                                              | —          | Gold1      | —            | 100.000     | pro-musicabr.org.br                                         |
| Dänemark (IFPI)                                                                              | —          | Gold1      | —            | 45.000      | ifpi.dk                                                     |
| Deutschland (BVMI)                                                                           | —          | 5× Gold5   | 6× Platin6   | 3.000.000   | musikindustrie.de                                           |
| Europa (IFPI)                                                                                | —          | —          | Platin1      | (1.000.000) | ifpi.org (Memento vom 15. Oktober 2013 im Internet Archive) |
| Frankreich (SNEP)                                                                            | —          | 3× Gold3   | Platin1      | 600.000     | infodisc.fr snepmusique.com                                 |
| Italien (FIMI)                                                                               | —          | Gold1      | 2× Platin2   | 145.000     | fimi.it                                                     |
| Kanada (MC)                                                                                  | —          | 3× Gold3   | 3× Platin3   | 270.000     | musiccanada.com                                             |
| Mexiko (AMPROFON)                                                                            | —          | Gold1      | —            | 100.000     | amprofon.com.mx                                             |
| Neuseeland (RMNZ)                                                                            | —          | 2× Gold2   | 32× Platin32 | 640.000     | aotearoamusiccharts.co.nz NZ2 NZ3                           |
| Norwegen (IFPI)                                                                              | —          | Gold1      | —            | 25.000      | ifpi.no (Memento vom 5. November 2012 im Internet Archive)  |
| Österreich (IFPI)                                                                            | —          | 4× Gold4   | —            | 100.000     | ifpi.at                                                     |
| Schweden (IFPI)                                                                              | —          | Gold1      | —            | 50.000      | sverigetopplistan.se                                        |
| Schweiz (IFPI)                                                                               | —          | Gold1      | Platin1      | 75.000      | hitparade.ch                                                |
| Spanien (Promusicae)                                                                         | —          | Gold1      | 2× Platin2   | 170.000     | elportaldemusica.es                                         |
| Vereinigte Staaten (RIAA)                                                                    | —          | 8× Gold8   | 13× Platin13 | 16.100.000  | riaa.com                                                    |
| Vereinigtes Königreich (BPI)                                                                 | 7× Silber7 | 8× Gold8   | 6× Platin6   | 8.430.000   | bpi.co.uk                                                   |
| Insgesamt                                                                                    | 7× Silber7 | 42× Gold42 | 84× Platin84 |             |                                                             |